# Tlingitové
Tlingitové (Tlingit, Kološ) jsou etnická skupina severoamerických indiánů žijící na západním pobřeží Kanady a Aljašky. Jsou to typičtí zástupci kultury severozápadního pobřeží.

## Název
Vlastní název Tlingit znamená „Lid přílivu a odlivu“. Zastaralý název Kološ, který používali především ruští kolonisté Aljašky, pochází z aleutského výrazu kulut'ruaq „ti s ozdobami ve rtech“ .

## Jazyk
Tlingitský jazyk je zařazován do jazykové rodiny na-dené, mezi nimiž má izolované postavení. V současné době jím hovoří asi 15 000 osob a je vyučován ve školách. Nejblíže příbuzný jazyk je prakticky vymřelý jazyk Eyaků, kteří žijí severněji na pobřeží Aljašky.

## Rozšíření
Tlingité dosud žijí na svém kmenovém území, od severní části Britské Kolumbie po pobřeží střední Aljašky a na přilehlých Alexandrových ostrovech. Jejich střediskem je zejména město Sitka, kde sídlí kmenová rada a další organizace.

## Získávání potravy
Hlavním zdrojem potravy byl pro Tlingity sezónní rybolov, především v době tahu lososů. Kromě šesti druhů tichomořských lososů lovili i halibuty, korušky a jiné ryby. Z moře získávali i další obživu v podobě mlžů, ježovek, krabů i mořských řas. Na souši sbírali bobule, kořínky a cibulky rostlin i vejce mořských ptáků. Lov měl jen doplňkový charakter, nejčastější kořistí byli lachtani, medvědi baribalové, jeleni a kamzíci. Zdrojem potravy byly i velryby, na rozdíl od sousedních Mahaků a Nútků je však Tlingitové nelovili, zpracovávali jen uhynulé nebo na pobřeží uvízlé jedince.

## Obydlí
Tlingitové žili usedle. Po většinu roku obývali vesnice, tvořené dlouhými domy z hrubě tesaných prken se sedlovou střechou a štítem zdobeným malbami a totemovými sloupy. Totemové sloupy často stávaly i stranou od obydlí. V každém domě žili příslušníci jednoho matrilineárního rodu se svými otroky, které získávali v bojích se sousedními skupinami, hlavně Cimšjany a Sališi. Vnitřní zařízení domu tvořilo jedno nebo více ohnišť, palandy na spaní a dřevěné bedny, v nichž byly ukládány oděvy i zásoby jídla. Místa na palandách u vchodu byla vyhrazená dětem a otrokům, nejváženější lidé spali v zadní části domu.

## Řemesla a umění
Z řemesel bylo nejvýznamnější řezbářství, k němuž patří i výroba totemových sloupů. Pomocí seker a teslic z kamene, mědi a paroží vyřezávali až 50 metrů vysoké totemové sloupy, ale i drobné předměty denní potřeby - lžíce, dýmky, krabičky či rukojeti nožů. Vyráběli také kánoe, dlabané z celých kmenů douglasky nebo cedru. Mohly měřit 30 - 60 metrů, byly bohatě zdobené malbou i řezbou a pádlovalo se na nich vestoje. Používali i lodní plachty z hustě tkaných rohoží, které zřejmě převzali od příbuzných Haidů. Tlingitové na těchto kánoích podnikali plavby podél celého severozápadního pobřeží nebo na ostrovy královny Charlotty, podle neověřených zpráv cestovali v minulosti za obchodem i do Asie, na Kamčatku či Sachalin. Vytvoření významného uměleckého díla si v minulosti cenili stejně jako zásluh získaných v boji. Znali i techniku tkaní na jednoduchém vertikálním stavu. Z vlny kamzíka běláka, psích chlupů a jemných proužků lýka tkali pláště a pokrývky zvané podle jedné skupiny Tlingitů chilcat (čilkatské pokrývky). Měly černobílou, případně černožlutou barvu a byly zdobeny obrazy zvířat, především kosatky, krkavce, orla nebo medvěda, jejichž zobrazení se nacházelo i na totemových sloupech. K oděvu dále patřila kožená nebo tkaná tunika, kožené legíny, mokasíny a kónický klobouk pletený ze smrkových kořínků. Muži i ženy měli propíchnuté uši a nosní přepážku, v nichž nosily ozdoby z perleti nebo leštěné mědi. Oblíbené bylo rovněž tetování, především u mužů. Jeho vzory byly podobné jako na pokrývkách.
Před příchodem bělochů vynikali obchodnictvím, artiklem směnného obchodu byly zejména vlněné pláště, kánoe a rybí tuk. Znali i skutečná platidla, perleťové ulity ušní a měděné šítky.

## Společenský systém
Navzdory tomu, že neznali zemědělství dosáhli vysokého stupně organizované otrokářské společnosti. Tlingitská společnost se primárně dělila na dvě exogamní moiety Orly a Krkavce. Nezávislé na tomto dělení bylo sekundární rozdělení na přibližně 20 teritoriálních klanů kwáans (např. Chilkatové, Yakutatové, Sitkové aj.). Příslušnost k moietám i ke klanům byla matrilineární. O výchovu dětí se kromě matky starali dědeček a strýcové z matčiny strany, otec s dětmi hrál hry, ale nevychovával je. Funkce náčelníků byly dědičné a vytvářely v rámci společnosti uzavřenou třídu, jakousi obdobu šlechty. Náčelníci používali vlastnické značky, jimiž označovali své domy, kanoe či loviště ryb a často je nosili vytetované na těle. Každý dlouhý dům měl navíc dědičnou rodinu svých správců, kteří v něm měli vedoucí postavení a soudní pravomoc.

## Náboženství
Náboženstvím v kmeni byl původně šamanismus, později převzali od bělochů křesťanství, většinou pravoslaví, v průběhu konce 19. a počátku 20. století někteří přešli i protestantským církvím.
Podobně jako ostatní severozápadní indiáni pořádali v zimním období slavnosti potlač, při nichž náčelníci vystavovali na odiv své bohatství a hostili obyvatele sousedních vesnic. Předvádění bohatství se však někdy zvrhlo i v okázalé ničení vlastního majetku a nabýval podobu jakési soutěže v pohrdání majetkem mezi hostitelem a jeho hosty. Tehdy také propouštěli na svobodu otroky a probíhaly slavnosti iniciace mladých mužů a dívek. Při těchto slavnostech se pořádala představení tanců a zpěvů, spojená s šamanskými rituály. Uplatnily se při nich i nádherné vyřezávané masky zvířat a duchů, z nichž některé byly otevírací nebo dvojité. Tanečník mohl masku rychle rozevřít, takže se pod ní objevila maska druhá nebo tanečníkova vlastní tvář. Takto mohli tanečníci sehrát i mýty, v nichž se lidé proměňují ve zvířata a naopak. Uctívaní duchové: Hromový pták, Vydří muž Koošda a Krkavec Jélk (často nesprávně označovaného jako Havran), který byl nenapravitelným šibalem, šprýmařem, ale zároveň i stvořitelem světa a kulturním hrdinou.

## Historie
Na území Kanady a Aljašky podle odhadu archeologů žijí již 10 000 let. Roku 1741 byli objeveni expedicí Vituse Beringa. Koncem 18. století s nimi navázala styk Rusko-americká společnost Grigorje Šelichova, jejíž nákupčí od nich vykupovali kožešiny mořských vyder. Zároveň mezi nimi začali Rusové šířit pravoslavné křesťanství. Roku 1799 založil ředitel Rusko-americké společnosti Alexandr Baranov na Baranově ostrově pevnost Novo-Arkhangelsk, která se stala základem vznikající kolonie Ruská Amerika. Tlingité se v průběhu 19. století proti kolonistům často bouřili, nejvýznamnější byla válka náčelníka Katleana z roku 1802. Tlingité byli vynikající válečníci. Do boje si muži oblékali dřevěné přílby a krunýře z tuhé kůže nebo dřevěných tyček. Ze zbraní používali nože, kyje, luky a šípy. Jedním z důvodů, které způsobily prodej Aljašky Spojeným státům americkým roku 1867, byla neschopnost Rusů řešit neustálá povstání kmene Tlingitů.

## Současnost
Současnou populaci tvoří asi 15 200 osob, z nichž většina vedle anglického jazyka ovládá i tlingitský jazyk. Pracují často ve dřevozpracujícím či rybářském průmyslu. Jsou mezi nimi i vynikající umělečtí řezbáři, sochaři a návrháři, vycházející z tradičního umění.